# François Sallé
Pour les articles homonymes, voir Sallé.
François Sallé, né le 15 août 1932 à Antibes et mort le 8 septembre 2017 à Versailles, est un ingénieur et dirigeant d'entreprises français du secteur de l'informatique.

## Biographie
François Sallé est le directeur technique et directeur adjoint de la Division des ordinateurs et systèmes de la Compagnie internationale pour l'informatique  au début des années 1970. Il a commencé sa carrière à la Compagnie des machines Bull, où il a dirigé en 1965 une équipe de développeurs de logiciel (avec notamment Claude Chemla et Jacques Newey) entreprirent la réalisation d'un superviseur standard et d'un moniteur pour les applications scientifiques. Après la fusion avec Honeywell, il est promu directeur central chargé du Planning et de la Politique des produits.
En 1976, il est à l'origine de la création d'une direction du planning central, pour faire face à la forte demande d'ordinateurs, au moment où la France connaissait une pénurie de jeunes ingénieurs dans ce domaine.
Membre actif du conseil scientifique de l'IRIA, où il représente la Compagnie internationale pour l'informatique, il y  souligne l'importance du travail fait par les équipes de l'IRIA lors de l'élaboration d'ADA, un langage de programmation conçu par l’équipe de CII-Honeywell Bull dirigée par Jean Ichbiah en réponse à un cahier des charges établi par le département de la Défense des États-Unis (DoD), et qui a eu de nombreux usages au service de cette administration dans les années 1980 et les années 1990.
François Sallé meurt le 8 septembre 2017 à l'âge de 85 ans.